# Північна Нікосія
Північна Нікосія (тур. Kuzey Lefkoşa) — місто на Кіпрі, від 1974 року є предметом територіальної суперечки між Республікою Кіпр та частково визнаною Турецькою Республікою Північного Кіпру. Остання вважає її столицею.

## Історія
1960 року, після надання Кіпру незалежності від Великої Британії, створено Республіку Кіпр зі столицею в Нікосії. В уряді виділено місця і грецькій і турецькій громадам. За 3 роки спалахнув міжобщинний конфлікт, і загострилися стосунки між греками-кіпріотами і турками-кіпріотами.
1967 року ситуація погіршилася через атаку греками турецьких районів, а також створення «Тимчасової турецької адміністрації», яка не визнавала всіх законів Республіки Кіпр, виданих від кінця 1963 року. Остаточне розділення сталося 1974 року, після військового перевороту, внаслідок якого президента республіки усунуто з посади, і контроль перейшов до рук Нікоса Сампсона. Скориставшись цими подіями, турецькі війська вторглися на Кіпр. Острів Кіпр було розділено на південну та північну частини. Відповідно й столиця Нікосія також розділена на дві частини: південну, тобто грецьку, що є столицею Республіки Кіпр, і північну, турецьку — столицю Турецької Республіки Північного Кіпру. 13 лютого 1975 року в північній частині острова проголошено «Турецьку федеративну державу Кіпр».

## Персоналії
Народились
- Догуш Дер'я — північнокіпрська політична діячка